# Saturn Awards 1984
L'11ª edizione dei Saturn Awards si è svolta il 24 marzo 1984, per premiare le migliori produzioni cinematografiche del 1983.

## Candidati e vincitori
I vincitori sono indicati in grassetto.

### Film

#### Miglior film di fantascienza
- Il ritorno dello Jedi (Star Wars: Episode VI - Return of the Jedi), regia di Richard Marquand[1]
- Tuono blu (Blue Thunder), regia di John Badham
- Brainstorm - Generazione elettronica (Brainstorm), regia di Douglas Trumbull
- Strange Invaders, regia di Michael Laughlin
- Wargames - Giochi di guerra (WarGames), regia di John Badham

#### Miglior film horror
- La zona morta (The Dead Zone), regia di David Cronenberg[2]
- Christine - La macchina infernale (Christine), regia di John Carpenter
- Cujo, regia di  Lewis Teague
- La fortezza (The Keep), regia di Michael Mann
- Ai confini della realtà (Twilight Zone: The Movie), regia di Joe Dante, John Landis, Steven Spielberg e George Miller

#### Miglior film fantasy
- Qualcosa di sinistro sta per accadere (Something Wicked This Way Comes), regia di Jack Clayton[3]
- Avventurieri ai confini del mondo (High Road to China), regia di Brian G. Hutton
- Krull, regia di Peter Yates
- Mai dire mai (Never Say Never Again), regia di Irvin Kershner
- Octopussy - Operazione piovra (Octopussy), regia di John Glen

#### Miglior attore
- Mark Hamill - Il ritorno dello Jedi (Star Wars: Episode VI - Return of the Jedi)
- Roy Scheider - Tuono blu (Blue Thunder)
- Christopher Walken - La zona morta (The Dead Zone)
- Christopher Reeve - Superman III
- Matthew Broderick - Wargames - Giochi di guerra (WarGames)

#### Miglior attrice
- Louise Fletcher - Brainstorm - Generazione elettronica (Brainstorm)
- Bess Armstrong - Avventurieri ai confini del mondo (High Road to China)
- Bobbie Bresee - Mausoleum
- Carrie Fisher - Il ritorno dello Jedi (Star Wars: Episode VI - Return of the Jedi)
- Ally Sheedy - Wargames - Giochi di guerra (WarGames)

#### Miglior attore non protagonista
- John Lithgow - Ai confini della realtà (Twilight Zone: The Movie)
- Jonathan Pryce - Qualcosa di sinistro sta per accadere (Something Wicked This Way Comes)
- Billy Dee Williams - Il ritorno dello Jedi (Star Wars: Episode VI - Return of the Jedi)
- Scatman Crothers - Ai confini della realtà (Twilight Zone: The Movie)
- John Wood - Wargames - Giochi di guerra (WarGames)

#### Miglior attrice non protagonista
- Candy Clark - Tuono blu (Blue Thunder)
- Natalie Wood - Brainstorm - Generazione elettronica (Brainstorm)
- Maud Adams - Octopussy - Operazione piovra (Octopussy)
- Meg Tilly - Psycho II
- Annette O'Toole - Superman III

#### Miglior regia
- John Badham - Wargames - Giochi di guerra (WarGames)[4]
- Douglas Trumbull - Brainstorm - Generazione elettronica (Brainstorm)
- Richard Marquand - Il ritorno dello Jedi (Star Wars: Episode VI - Return of the Jedi)
- David Cronenberg - La zona morta (The Dead Zone)
- Woody Allen - Zelig

#### Miglior sceneggiatura
- Ray Bradbury - Qualcosa di sinistro sta per accadere (Something Wicked This Way Comes)
- Jeffrey Boam -  La zona morta (The Dead Zone)
- Lawrence Kasdan e George Lucas - Il ritorno dello Jedi (Star Wars: Episode VI - Return of the Jedi)
- Bill Condon e Michael Laughlin - Strange Invaders
- Lawrence Lasker e Walter Parkes - Wargames - Giochi di guerra (WarGames)

#### Migliori effetti speciali
- Richard Edlund, Dennis Muren e Ken Ralston - Il ritorno dello Jedi (Star Wars: Episode VI - Return of the Jedi)
- Entertainment Effects Group - Brainstorm - Generazione elettronica (Brainstorm)
- Ian Wingrove - Mai dire mai (Never Say Never Again)
- Lee Dyer - Qualcosa di sinistro sta per accadere (Something Wicked This Way Comes)
- Chuck Comisky, Kenneth Jones e Lawrence E. Benson - Strange Invaders

#### Miglior colonna sonora
- James Horner - Brainstorm - Generazione elettronica (Brainstorm)
- Charles Bernstein - Entity (The Entity)
- James Horner - Krull
- John Williams - Il ritorno dello Jedi (Star Wars: Episode VI - Return of the Jedi)
- James Horner - Qualcosa di sinistro sta per accadere (Something Wicked This Way Comes)

#### Migliori costumi
- Aggie Guerard Rodgers e Nilo Rodis-Jamero - Il ritorno dello Jedi (Star Wars: Episode VI - Return of the Jedi)
- Milena Canonero - Miriam si sveglia a mezzanotte (The Hunger)
- Anthony Mendleson - Krull
- Tom Rand - I pirati di Penzance (The Pirates of Penzance)
- Ruth Myers - Qualcosa di sinistro sta per accadere (Something Wicked This Way Comes)

#### Miglior trucco
- Phil Tippett e Stuart Freeborn - Il ritorno dello Jedi (Star Wars: Episode VI - Return of the Jedi)
- Dick Smith e Carl Fullerton - Miriam si sveglia a mezzanotte (The Hunger)
- James R. Scribner - Nightmares - Incubi (Nightmares)
- Gary Liddiard e James R. Scribner - Qualcosa di sinistro sta per accadere (Something Wicked This Way Comes)
- Ken Brooke - Strange Invaders

## Premi speciali
- President's Award: Roger Corman
- George Pal Memorial Award: Nicholas Meyer